# Agua Colorada, Jalisco
Agua Colorada är en ort i Mexiko.   Den ligger i kommunen Ixtlahuacán del Río och delstaten Jalisco, i den centrala delen av landet, 500 km väster om huvudstaden Mexico City. Agua Colorada ligger 1 800 meter över havet och antalet invånare är 171.
Terrängen runt Agua Colorada är kuperad åt nordväst, men åt sydost är den platt. Runt Agua Colorada är det ganska glesbefolkat, med 23 invånare per kvadratkilometer. Närmaste större samhälle är Ixtlahuacán del Río, 9,9 km söder om Agua Colorada. Omgivningarna runt Agua Colorada är en mosaik av jordbruksmark och naturlig växtlighet.